# 孙肇然
孙肇然（？—），男，中华人民共和国政治人物，曾任青海省财政厅厅长，青海省人大常委会副主任，青海省地方志编纂委员会委员。